# هرمان تلمج
هرمان تلمج (به انگلیسی: Herman Eugene Talmadge, Sr.) سناتور سابق عضو حزب دموکرات ایالات متحده آمریکا بود. وی در سال ۱۹۵۷ تا ۱۹۸۱ میلادی سناتور ایالت جورجیا در سنای ایالات متحده آمریکا بود.